# Hanne Jensen
Hanne Jensen (* um 1935, verheiratete Hanne Albrechtsen) ist eine dänische Badmintonspielerin. 

## Karriere
Hanne Jensen gewann nach zwei nationalen Juniorentiteln 1954 erstmals die Dutch Open. Weitere internationale Siege folgten bei den German Open, French Open und den Swedish Open. Viermal gewann sie die dänischen Titelkämpfe.

## Sportliche Erfolge
| Saison    | Veranstaltung                                    | Disziplin    | Platz | Name                                                       |
| --------- | ------------------------------------------------ | ------------ | ----- | ---------------------------------------------------------- |
| 1950/1951 | Dänemark: Einzelmeisterschaften der Junioren U17 | Dameneinzel  | 1     | Hanne Jensen, Ryparken                                     |
| 1951/1952 | Dänemark: Einzelmeisterschaften der Junioren U17 | Dameneinzel  | 1     | Hanne Jensen, Ryparken                                     |
| 1954      | Dutch Open                                       | Dameneinzel  | 1     | Hanne Jensen                                               |
| 1954      | Dutch Open                                       | Damendoppel  | 1     | Hanne Jensen / Annelise Hansen                             |
| 1955      | German Open                                      | Damendoppel  | 2     | Hanne Jensen / Luise Schmitz                               |
| 1955      | German Open                                      | Dameneinzel  | 1     | Hanne Jensen                                               |
| 1955      | Dutch Open                                       | Dameneinzel  | 1     | Hanne Jensen                                               |
| 1955      | German Open                                      | Mixed        | 2     | Eddy Choong / Hanne Jensen                                 |
| 1956      | German Open                                      | Mixed        | 2     | Jørn Skaarup / Hanne Jensen                                |
| 1956      | German Open                                      | Damendoppel  | 1     | Anni Jørgensen / Hanne Jensen                              |
| 1957      | Dutch Open                                       | Mixed        | 1     | Eddy B. Choong / Hanne Jensen                              |
| 1957      | German Open                                      | Dameneinzel  | 2     | Hanne Jensen                                               |
| 1957      | German Open                                      | Mixed        | 3     | Arne Rasmussen / Hanne Jensen                              |
| 1957      | Dutch Open                                       | Damendoppel  | 1     | Jørgen Hammergaard Hansen / Hanne Jensen                   |
| 1957      | German Open                                      | Damendoppel  | 1     | Agnete Friis / Hanne Jensen                                |
| 1957/1958 | Dänemark: Einzelmeisterschaften                  | Dameneinzel  | 1     | Hanne Jensen, Københavns BK                                |
| 1958/1959 | Dänemark: Einzelmeisterschaften                  | Damendoppel  | 1     | Kirsten Thorndahl, Amager BC / Hanne Jensen, Københavns BK |
| 1959      | Swedish Open                                     | Damendoppel  | 1     | Hanne Jensen / Inger Kjærgaard                             |
| 1959      | Swedish Open                                     | Dameneinzel  | 1     | Hanne Jensen                                               |
| 1959      | German Open                                      | Herrendoppel | 3     | Jensen / Hanne Jensen                                      |
| 1960/1961 | Dänemark: Einzelmeisterschaften                  | Dameneinzel  | 1     | Hanne Jensen, Københavns BK                                |
| 1960/1961 | Dänemark: Einzelmeisterschaften                  | Damendoppel  | 1     | Kirsten Thorndahl, Amager BC / Hanne Jensen, Københavns BK |
| 1961      | French Open                                      | Mixed        | 1     | Erland Kops / Hanne Jensen                                 |
| 1961      | Dutch Open                                       | Dameneinzel  | 1     | Hanne Jensen                                               |
| 1961      | French Open                                      | Dameneinzel  | 1     | Hanne Jensen                                               |
| 1961      | Dutch Open                                       | Damendoppel  | 1     | Hanne Jensen / Karin Rasmussen                             |